# النوري عبيد
النوري عبيد رئيس اتحاد الناشرين التونسيين سابقا، يعتبر النوري عبيد من أهم الناشرين التونسيين الذين آمنوا بمهنة النشر وتأهيلها لتطوير صناعة الكتاب في تونس وفي المنطقة المغاربية. من مواليد 1948م بصفاقس بالجمهورية التونسية. زاول التعليم الابتدائي والثانوي بصفاقس ثمّ تحصل على الأستاذية في اللغة والاداب العربية من كلية العلوم الإنسانية والاجتماعية بتونس سنة 1973 وعرف في فترة السبعينيات بنضاله الفكري في سبيل تحقيق قيم الحرية والعدالة في تونس، واشتغل في ميدان التدريس في سنوات 1973 – 1990 لكنّه اكتشف أنّ دوره الحقيقي يتجاوز ميدان التّدريس فأصبح شريكا مؤسسا لدار محمد للنشر والتوزيع في سنة 1983 بصفاقس (المؤسسة العربية للناشرين المتحدين – محمد علي - CAEU Med ALI) واعتبر تأسيسه لهذه الدّار مرحلة تاريخية هامّة في حركة النّشر بتونس في سياق طلائعي للمثقفين التّقدّميين في تونس، وتولّى إدارة دار محمد علي للنشر والتوزيع www.edition-medali.com من سنة 1990 إلى اليوم. ساهمت هذه الدّار منذ نشأتها في نشر الفكر التّنويري العربي واعتمدت على اللجان المحكمة في النشر وفق سلاسل يشرف عليها كبار المبدعين والمختصين من الأكاديميين والبيداغوجيين حتّى أضحت منشوراتها من أهمّ المرجعيّات العلميّة في الدّراسات التّاريخيّة وفي السرديات والجماليّات واللّغة، إضافة إلى المباحث التّربويّة. ساهم النّوري عبيد في دورات تدريبية حول النشر وتسيير مؤسسات النشر بالمركز الإفريقي للتأهيل في مجال النشر والتوزيع CAFED)) و(CAPJC)و أصبح عضوا لهيئة اتحادالناشرين التونسيين من سنة 1993. (أمين المال فيها 1996 – 2003) وانتخب رئيسا لاتحاد الناشرين التونسيين منذ 2003 ورئيسا للاتحاد المغاربي للناشرين 2009 وانخرط النوري عبيد في حركة النشر العربية وأصبح عضوا لمجلس إدارة اتحاد الناشرين العرب.غير أنّ رؤيته لتنمية النّشر العربي وتفعيل حضوره العالمي جعلته من الفاعلين الأساسيين في الرابطة الدولية للناشرين المستقلّين (International Alliance of Independent Publishers) فعيّن منسقا لوحدة اللغة العربية في هذه الرابطة التي تتّخذ من باريس مقرّا لها.
ولم تتوقّف مساهمات النوري عبيد على الجانب الحرفي التّقني بل تنبّه إلى أهميّة أدبيّات المهنة وتطوير أدائيّة النّاشرين من خلال رفع الوعي الحقوقي والتّنظيمي فشارك في ندوات عديدة تعالج قضايا النشر والتوزيع وساهم في دفع التعاون بين الناشرين العرب عن طريق النشر المشترك.كما كانت له ريادة في مجالات النّشر للأطفال فكان فاعلا في أول دورة للمسابقة الوطنية لقصة الطفل مع وزارة الثقافة التّونسيّة وساهم في تأسيس معرض صفاقس لكتاب الطفل.ومن مآثر تجربته في النّشر انفتاحه على مكوّنات المجتمع المدني لإيمانه بأنّ النّاشر هو جزء من حركيّة هذا المجتمع ومن الهامّ أن يكون حاضرا في مكوّناته ولهذا تمّ تعيينه عضوا بالمجلس العلمي للمركز الوطني للترجمة بتونس وعضوا للمجلس العلمي بكلية الآداب والفنون والإنسانيات 2005-2008 بجامعة منوبة – تونس.